# Bjorn Fratangelo
Bjorn Fratangelo, né le 19 juillet 1993 à Pittsburgh, est un joueur de tennis américain.

## Carrière
En 2011, il remporte le tournoi junior de Roland-Garros en battant l'Autrichien Dominic Thiem (3-6, 6-3, 8-6) faisant de lui le deuxième Américain à avoir ce titre à son palmarès après John McEnroe en 1977. Il est ensuite finaliste du tournoi Future de Pittsburgh où il s'incline contre Brian Baker.
En 2013, il remporte ses premiers Future à Weston, Orange Park et à Amstelveen. Il en remporte 5 autres en 2014. Entre-temps, il a aussi atteint les demi-finales du Challenger de Campinas.
En 2015, il remporte son premier tournoi Challenger à Launceston en battant le Sud-Coréen Chung Hyeon (4-6, 6-2, 7-5). Il remporte un second en 2016 à Savannah puis un troisième en 2018 à Fairfield et enfin un quatrième en 2021 à Cleveland.

## Parcours dans les tournois duGrand Chelem

### En simple
| Année | Open d'Australie | Open d'Australie | Internationaux de France | Internationaux de France | Wimbledon       | Wimbledon       | US Open         | US Open          |
| ----- | ---------------- | ---------------- | ------------------------ | ------------------------ | --------------- | --------------- | --------------- | ---------------- |
| 2015  | —                | —                | —                        | —                        | —               | —               | 1er tour (1/64) | Tomáš Berdych    |
| 2016  | 1er tour (1/64)  | Stéphane Robert  | 2e tour (1/32)           | Richard Gasquet          | 1er tour (1/64) | Grigor Dimitrov | 1er tour (1/64) | Guido Pella      |
| 2017  | 1er tour (1/64)  | Noah Rubin       | 1er tour (1/64)          | Feliciano López          | —               | —               | 2e tour (1/32)  | Adrian Mannarino |
| 2019  | 1er tour (1/64)  | Gilles Simon     | —                        | —                        | —               | —               | 1er tour (1/64) | Gilles Simon     |
| 2021  | —                | —                | 1er tour (1/64)          | Cameron Norrie           | —               | —               | —               | —                |
| 2022  | —                | —                | 1er tour (1/64)          | Jannik Sinner            |                 |                 |                 |                  |

N.B. : à droite du résultat se trouve le nom de l'ultime adversaire.

### En double
| Année | Open d'Australie | Open d'Australie | Internationaux de France | Internationaux de France | Wimbledon | Wimbledon | US Open                    | US Open                   |
| ----- | ---------------- | ---------------- | ------------------------ | ------------------------ | --------- | --------- | -------------------------- | ------------------------- |
| 2015  | —                | —                | —                        | —                        | —         | —         | 1er tour (1/32) D. Novikov | Jamie Murray John Peers   |
| 2021  | —                | —                | —                        | —                        | —         | —         | 2e tour (1/16) C. Eubanks  | Jamie Murray Bruno Soares |

N.B. : le nom du partenaire se trouve sous le résultat ; le nom des ultimes adversaires se trouve à droite.

### En double mixte
| Année | Open d'Australie | Open d'Australie | Internationaux de France | Internationaux de France | Wimbledon | Wimbledon | US Open                        | US Open                    |
| ----- | ---------------- | ---------------- | ------------------------ | ------------------------ | --------- | --------- | ------------------------------ | -------------------------- |
| 2017  | —                | —                | —                        | —                        | —         | —         | 1er tour (1/16) Jennifer Brady | Raluca Olaru Nikola Mektić |

N.B. : le nom de la partenaire se trouve sous le résultat ; le nom des ultimes adversaires se trouve à droite.

## Parcours dans lesMasters 1000
| Année | Indian Wells        | Miami                  | Monte-Carlo | Madrid | Rome | Canada | Cincinnati         | Shanghai | Paris |
| ----- | ------------------- | ---------------------- | ----------- | ------ | ---- | ------ | ------------------ | -------- | ----- |
| 2015  | —                   | —                      | —           | —      | —    | —      | 1er tour Jack Sock | —        | —     |
| 2016  | 2e tour N. Djokovic | 1er tour M. Granollers | —           | —      | —    | —      | —                  | —        | —     |
| 2017  | 2e tour T. Berdych  | —                      | —           | —      | —    | —      | —                  | —        | —     |
| 2018  | —                   | 1er tour L. Broady     | —           | —      | —    | —      | —                  | —        | —     |
| 2019  | 2e tour N. Djokovic | —                      | —           | —      | —    | —      | —                  | —        | —     |
| 2021  | —                   | 2e tour L. Sonego      | —           | —      | —    | —      | —                  | n.o.     | —     |

N.B. : sous le résultat se trouve le nom de l’ultime adversaire.

## Classement ATP en fin de saison
| Année          | 2010 | 2011 | 2012 | 2013 | 2014 | 2015 | 2016 | 2017 | 2018 | 2019 | 2020 |
| Rang en simple | 1697 | 787  | 628  | 301  | 265  | 128  | 114  | 111  | 136  | 207  | 274  |

Source : (en) Classements de Bjorn Fratangelo sur le site officiel de la Fédération internationale de tennis